# The Burlington Magazine
Pour les articles homonymes, voir Burlington.
The Burlington Magazine, dont le titre complet est The Burlington Magazine for Connoisseurs, est un magazine mensuel britannique consacré à l'histoire de l'art, aux beaux-arts et aux arts décoratifs. 

## Histoire
Fondé en mars 1903 à Londres par le collectionneur Bernard Berenson et par les deux critiques d'art Roger Fry et Herbert Horne, il réunit depuis sa création les signatures les plus connues parmi les professionnels et les « amateurs d'art » (connoisseurs, érudits). 
Le nom du magazine provient, selon Michael Levey, à la fois d'un hommage et d'une coïncidence toponymique : d'abord à Richard Boyle, 3e comte de Burlington, célèbre érudit et mécène anglais du début du XVIIIe siècle, ensuite à la rue dans laquelle étaient les premiers bureaux du périodique, la New Burlington Street. 
Les bureaux actuels de la rédaction sont toujours situés à Londres.

## Les collaborateurs du magazine
Parmi les collaborateurs du Burlington Magazine figurent des historiens de l'art : John Pope-Hennessy, Anthony Blunt, Ellis Waterhouse, Ernst Gombrich, Kenneth Clark, Enzo Carli, Benedict Nicolson ou Pierre Rosenberg, ou encore deux conservateurs de la National Gallery de Londres, Charles Holmes et Neil MacGregor. On citera également David Sylvester, Bridget Riley, Georg Baselitz et Howard Hodgkin, et, en outre, plusieurs écrivains, tels Henry James ou Osbert Sitwell, et des peintres comme Walter Sickert.